# Флорентински ренесанс
Ренесансът като фигуративен стил е официално роден в град Флоренция, който често е наричан негова люлка.

Този нов фигуративен език, свързан с различен начин на мислене за човека и света, е вдъхновен от местната култура и хуманизъм, изведени вече на преден план през миналия век от личности като Франческо Петрарка или Колучо Салутати. Нововъведенията, предложени още в първите години на XV век от майстори като Филипо Брунелески, Донатело и Мазачо, съответно в областта на архитектурата, скулптурата и живописта, не са възприети веднага от поръчителите, остават малко известни в продължение на поне 20 години и до голяма степен неразбрани в сравнение с доминиращия тогава стил международна готика. 
Впоследствие Ренесансът се превръща в най-ценения фигуративен език и започва да се предава в други италиански дворове (на първо място в папския двор в Рим), а след това и в Европа благодарение на придвижванията на художниците.
След началото на първите двадесет години на XV век стилът на Флорентинския ренесанс се разпространява ентусиазирано до средата на века, с експерименти, основани на технико-практически подход. Втората фаза е по времето на Лоренцо Великолепни, от около 1450 г. до смъртта му през 1492 г., и се характеризира с по-интелектуална подредба на завоеванията[поясни]. Следва момент на разрив, доминиран от личността на Джироламо Савонарола, който белязва дълбоко много творци, убеждавайки ги да преосмислят избора си. Последната фаза, датираща между 1490 и 1520 г., се нарича Зрял ренесанс и тогава във Флоренция творят трима абсолютни гении на изкуството, които силно повлияват бъдещите поколения: Леонардо да Винчи, Микеланджело Буонароти и Рафаело Санцио.
За следващия период се говори за маниеризъм.

## Исторически контекст

### Първа половина на 15 век
След икономическия и социален срив от средата на 14 век (причинен от банкови фалити, Черната смърт, глад и свирепи граждански борби), кулминиращи в бунтовете на Чомпите от 1378 г., Флоренция е на път към възстановяване. Населението отново започва да расте и под управлението на олигархията от висшата класа прекъснатите обществени строителни обекти в града са отворени повторно. В катедралата през 1391 г. започва украсата на Порта Мандорла и прибилизително през същия период започва украсата на външните ниши на Орсанмикеле от флорентинските гилдии. През 1401 г. е обявен конкурс за северната врата на баптистерия.
Въпреки това над възстановяването надвисва заплахата на Джан Галеацо Висконти, обградил Флоренция в плана си за създаване на национална държава в Италия под владението на Милано. От друга страна флорентинците са по-нетърпеливи от всякога да запазят своята независимост, подхранвайки се със силна гражданска гордост, която привлича историческото мото „Свобода“ (Libertas). С внезапната смърт на Висконти през 1402 г. военната хватка над града се разхлабва, което позволява икономическо възстановяване, колкото и ефимерно да е то. През 1406 г. е превзета Пиза, а през 1421 г. и пристанището на Ливорно.
През 1424 г. градът претърпява тежко поражение срещу Висконти и Лука, а тежестта на войната, добавена към трескавата строителна дейност за завършване на купола на катедралата, налага налагането на нови данъци. През 1427 г. Синьорията налага „кадастъра“ – първият опит за данъчно равенство в съвременната история, който облага семействата въз основа на приблизителна оценка на тяхното богатство, като за първи път прави впечатление къде наистина са концентрирани парите, а именно в ръцете на онези семейства от търговци и банкери, които владеят и политическата дейност.

### Синьория на Медичите
Вероятно в този момент банкер като Козимо де Медичи Старият осъзнава, че е необходим по-голям пряк контрол върху политиката, за да защити интересите си. Въпреки добре известното си благоразумие той започва постепенно изкачване към властта, която никога не го вижда като пряко действащо лице, а винаги на втора линия – зад хора, на които има голямо доверие. Въпреки това, когато влиза в конфликт с другите могъщи фамилии в града, преди всичко Албици и Строци, той първоначално трябва да се предаде на изгнание и след това да се върне триумфално в града, аплодиран от хората, които му отдават почит в името на Pater Patriae („Баща на родината“), и прогонва  враговете си. Това е първият триумф на Медичите, които доминират града оттогава нататък в продължение на около три века. През 1439 г. Козимо сбъдва мечтата си за „Нов Рим“ във Флоренция, като провежда Събора там, където е ефимерно уредена източната схизма.
Епохата на Лоренцо Великолепни (на власт от 1469 до 1492 г.) след критично начало със заговора на Паци, по-късно е епоха на мир, просперитет и големи културни постижения за града, който се превръща в един от най-изисканите хора на Италия и Европа, изнасяйки своите идеали в други центрове на полуострова благодарение на изпращането на художници и писатели на „културни посолства“: емблематична е първата украса на Сикстинската капела, извършена от „група“ художници от Флоренция (Ботичели, Гирландайо, Перуджино и др.).
Със смъртта на Лоренцо започва ера на криза и преосмисляне, доминирана от фигурата на Джироламо Савонарола, който след изгонването на Пиеро II Злочестия възстановява Републиката и създава държава на теократично вдъхновение. Неговите прокламации от амвона на Базилика „Сан Марко“ повлияват дълбоко на флорентинското общество, което, също изплашено от политическата криза, която засяга Италианския полуостров, се връща към една по-строга и суеверна религиозност, в контраст с идеалите, вдъхновени от класическия свят, характеризиращи предходния период. Много художници остават повлияни от Савонарола и оттогава нататък се въздържат от създаване на произведения на профанно вдъхновение (като Ботичели и младия Микеланджело), понякога дори унищожавайки собствената си компрометираща предишна продукция (като Фра Бартоломео).
Сблъсъкът на Савонарола с папа Александър VI Борджия слага край на престижа на монаха, който е осъден като еретик и изгорен на Пиаца дела Синьория през 1498 г. Оттогава политическата и социална ситуация става още по-объркана, с напускането на много художници от града. Междувременно синът на Лоренцо Великолепни, Джовани, е станал кардинал и със силата на сплашването (с ужасното разграбване на Прато през 1512 г. за демонстрационни цели) е върнал града. След като се издига на папския престол с името на папа Лъв X (1513 г.), той управлява неспокойния град от Рим чрез някои членове на семейството.
През 1527 г. Разграбването на Рим е повод за нов бунт срещу Медичите, но с обсадата на Флоренция през 1529 - 1530 г. окончателно е сложен край на Флорентинската република, която оттогава се превръща в херцогство в твърдите ръце на Козимо I де Медичи, бъдещ велик херцог след кървавото превземане на Сиена. На този етап Флоренция е начело на Регионална държава Тоскана.

## Социален и културен контекст
Културното и научно обновление започва през последните десетилетия на 14 век и в началото на 15 век във Флоренция и има своите корени в преоткриването на класиците, започнало още през 14 век от Франческо Петрарка и други учени. В техните произведения не Бог, а човекът започва да бъде централна тема (ярки примери за това са Канцониери на Петрарка и Декамерон на Бокачо).
В началото на века градските художници балансират между два основни избора: придържането към начините на Международната готика или по-стриктното възстановяване на класическите начини, които винаги са били отразявани във флорентинското изкуство чак от 12 век. Всеки творец се посвещава повече или по-малко съзнателно на единия от двата пътя, дори и да надделява вторият. Погрешно е обаче да си представяме триумфален напредък на ренесансовия език срещу една склеротизираща и умираща култура според постулатите на една вече остаряла историография: късноготическият език е жив както винаги, който в някои страни е ценен далеч след 15 век век, а новото флорентинско предложение в началото е само ясна алтернатива на малцинството, нечута и неразбрана поне двадесет години в самата Флоренция, което е видимо например в успеха през тези години на творци като Джентиле да Фабриано или Лоренцо Гиберти.
„Възраждането“ успява да достигне изключително широко разпространение и приемственост. От тук се появява едно ново възприемане на човека и света, където отделният индивид е в състояние да се самоопредели и да култивира собствените си таланти. С тези си таланти той ще може да победи Фатум-а (в латински смисъл на „съдба“) и да доминира природата чрез нейното модифициране. Важен е и общностният живот, който придобива особено положителна стойност, свързан с диалектиката, обмяната на мнения и информация и сравнението.
Тази нова концепция се разпространява с ентусиазъм, но, разчитайки на силата на отделните хора, не е лишена от тежки и тревожни страни, непознати в успокояващата средновековна система. Сигурността на Птолемеевия свят е заменена от несигурността на неизвестното, а вярата в Провидението – от по-непостоянната Фортуна и от отговорността за самоопределение, което включва мъката на съмнението, на грешката и на провала. Този недостатък, по-болезнен и плашещ, се повтаря всеки път, когато крехкият икономически, социален и политически баланс се проваля, премахвайки подкрепата за идеалите.
Новите теми обаче са наследство на ограничен елит, който се радва на образование, предназначено за бъдеща държавна служба. Идеалите на хуманистите обаче се споделят от най-голямата част от буржоазното меркантилно и занаятчийско общество, преди всичко защото намират ефективно отражение в ежедневието, в името на прагматизма, индивидуализма, конкурентоспособността, легитимирането на богатството и възвеличаването на дейния живот. Художниците също споделят тези ценности, макар че нямат образование, което да може да се конкурира с това на хората на литературата. Въпреки това, благодарение и на подходящото сътрудничество и големите технически умения, придобити в тази област, техните произведения предизвикват огромен интерес на всички нива, елиминирайки елитарните различия, тъй като са по-лесно достъпни от литературата, все още строго написана на латински език.

## Характеристики
Поне три са основните елемента на новия стил:
1. Формулиране на правилата на линейната центрична перспектива, която организира пространството като цяло
2. Внимание към човека като индивид, както във физиономията и анатомията, така и в представянето на емоциите
3. Отказ от декоративните елементи и връщане към съществеността.

Сред тях най-характерната със сигурност е тази на линейната центрична перспектива, изградена според измерим математико-геометричен метод, разработен в началото на века от Филипо Брунелески. Лекотата на приложение, която не изисква особено сложни геометрични познания, е един от ключовите фактори за успеха на метода, който е възприет от работилниците с известна еластичност и по начини, които не винаги са ортодоксални.
Линейноцентричната перспектива е само един от начините за представяне на реалността, но нейният характер е особено подходящ за манталитета на ренесансовия човек, тъй като поражда рационален ред на пространството според критериите, установени от самите художници. Ако от една страна наличието на математически правила прави перспективата обективен въпрос, от друга изборите, които определят тези правила, са от напълно субективно естество, като позицията на убежната точка, разстоянието от зрителя, височината на хоризонта. В крайна сметка ренесансовата перспектива не е нищо повече от представителна конвенция, която днес е толкова дълбоко вкоренена, че изглежда естествена, макар че някои движения от 19 век, като Кубизмът, показват, че тя е само илюзия.

## Пионери (1401)
Романският стил във Флоренция вече се характеризира със спокойна геометрична хармония, която напомня на древните произведения, като например в Баптистерия на Свети Йоан (може би от 10-13 век) или в базиликата „Сан Миниато ал Монте“ (от 1013 г. до 13 век). В края на 14 век, в средата на готическата епоха, са построени сгради с кръгли арки, като Лоджията на Синьорията и Лоджия „Бигало“. И в живописта градът остава по същество невредим от готически внушения, които са добре развити в близката Сиена: напр. Джото установява синтетичен и монументален стил в началото на 14 век, който е поддържан с малко еволюиране от многобройните му последователи до края на века.
В зората на 15 век, докато Европа и част от Италия са доминирани от Международната готика, във Флоренция се провежда художествен дебат, който се фокусира върху две възможни противоположни течения: едното е свързано с приемането (но никога непълно до момента) на криволичещата и линейната елегантност на готиката, макар и филтрирана от местната традиция, а другото –със стриктното възвръщане на маниера на древните, за пореден път укрепвайки никога незабравената връзка с римския произход на Флоренция.
Тези две тенденции вече могат да се видят на строителната площадка на Порта Мандорла (от 1391 г.): наред със спиралите и с готическите орнаменти върху рамката могат да се видят присадки на фигури, моделирани солидно според античния стил. Двете тенденции стават по-ясни преди всичко с конкурса, обявен през 1401 г. от Гилдия „Калимала“ за избор на художник, на когото да се повери изграждането на северната врата на баптистерия. Предвидено е създаването на панел с „Жертвоприношението на Исак“: наред с други в конкурса участват Лоренцо Гиберти и Филипо Брунелески, чиито два панела финалисти са запазени и до днес. На панела на Гиберти фигурите са моделирани според един елегантен и спокоен стил с елинистичен оттенък, но те са празни в израза, лишени от участие. Вместо това Брунелески, позовавайки се не само на Античността, но и на урока на Джовани Пизано, изгражда своята сцена в пирамидална форма, съсредоточавайки вниманието върху фокусната точка на драмата, представена от преплитането на перпендикулярни линии на ръцете на Аврам, Ангел и на тялото на Исак, според по-малко елегантна, но много по-дестабилизираща изразителност. Конкурсът завършва с минимална победа за Гиберти, демонстрирайки как градската среда все още не е готова за революционния език на Брунелески.

## Раждане и развитие (1410 – 1440)
Първата фаза на Ренесанса, продължила приблизително до 1530-те – 1540-те г., е епоха на голямо, често ентусиазирано експериментиране. То се характеризира с технически и практически подход, при който иновациите и новите цели не остават изолирани, а винаги са приемяни и развивани от млади творци, в необикновено кресчендо, нямащо равно на себе си в друга европейска страна.
Първата дисциплина, която разработва нов език, е скулптурата, улеснена отчасти от по-голямото присъствие на древни произведения, от които да се черпи вдъхновение: през първите две десетилетия на 15 век Донатело вече е разработил оригинален език в сравнение с миналото. Тя е последвана от архитектурата, доминирана от фигурата на Филипо Брунелески (първите му творби в Болница на невинните и Старата сакристия на Сан Лоренцо датират от 1419 г.) и накрая от живописта, доминирана от ослепителната кариера на Мазачо, активен от 1422 до 1428 г.
Някои от най-добрите художествени постижения са родени от прякото сравнение между художници, призовани да работят лице в лице (или почти) по подобна тема: Разпятията на Брунелески и на Донатело, хоровете на катедралата от Донатело и от Лука дела Робия, историите за Капела Бранкачи от Мазачо и от Мазолино да Паникале.

### Скулптура

#### Две разпятия
Филипо Брунелески и Донатело са двамата художници, които първи поставят проблема за връзката между идеалите на Хуманизма и една нова изразителна форма, като се сравняват отблизо и развиват различен, понякога противоположен стил. Брунелески е с около десет години по-възрастен и действа като водач и стимул за своя по-млад колега. Той отива с него в Рим през 1409 г., където виждат и изучават оцелелите древни произведения, опитвайки се да реконструират преди всичко техниките за получаване на такива творения. 
Общата им цел обаче не заглушава различията в темперамента и художествените им резултати. Пример в този смисъл е сравнението между двете дървени разпятия в центъра на анекдот, разказан от Джорджо Вазари, който вижда критиката на Брунелески срещу „селския“ Христос на Донатело и неговия отговор в Разпятието в Санта Мария Новела, което шокира колегата му. В действителност изглежда, че двете творби са изваяни в по-широк времеви интервал, около десетина години, но анекдотът си остава красноречив.
Разпятието на Донатело се фокусира върху човешката драма на страданието, което противоречи на елинистичната елегантност на Гиберти, избягвайки всякаква отстъпка пред естетиката: свитите черти подчертават момента на агонията и тялото е тежко и тромаво, но с жизнена енергия. Христос на Брунелески, от друга страна, е по-идеализиран и премерен, където математическото съвършенство на формите е ехо от божественото съвършенство на субекта. Пропорциите са внимателно проучени (отворените ръце измерват височината на фигурата, ръбът на носа сочи към центъра на тежестта на пъпа и т.н.), преработвайки типологията на Разпятието на Джото, но добавяйки леко усукване наляво. Това усукване създава по-привилегировани гледни точки и "генерира пространство" около себе си, т.е. подтиква наблюдателя да следва полукръгла пътека около фигурата.

#### Орсанмикеле
През 1406 г. е постановено, че флорентинските гилдии трябва да украсят всяка от външните ниши на църквата „Орсанмикеле“ със статуи на своите патрони. Новата скулптурна строителна площадка е добавена към другата голяма работилница – тази на Санта Мария дел Фиоре. По това време тя е доминирана от стила, близък до Лоренцо Гиберти, който опосредства някои готически елементи с цитати от древността и свободна естественост в жестовете, с умерена отвореност към експериментиране. В тази среда се формират Донатело и Нани ди Банко, малко по-млад от него, с когото той установява сътрудничество и приятелство.
Между 1411 и 1417 г. и двамата работят в Орсанмикеле и в този случай сравнението между най-успешните им произведения може да помогне да се подчертаят взаимните им различия и прилики. И двамата отхвърлят стилистичните характеристики на Късната готика, като вместо това се вдъхновяват от античното изкуство. И двамата поставят фигурите в пространството със свобода, избягвайки традиционните начини и усилвайки пластичната сила на фигурите и изобразяването на физиономиите. Но ако Нани ди Банко в Четири короновани светци (1411 – 1414) споменава тържествената статичност на императорските римски портрети, Донатело в Сан Джорджо (1415 – 1417) налага сдържана, но видимо енергична и жизнена фигура, сякаш всеки момент е готова да подскочи. Този ефект се постига чрез композиране на фигурата с помощта на геометрични и компактни форми (триъгълника на краката, отворен като компас, овалите на щита и бронята), където лекото странично изместване на главата в посока, обратна на тази на тялото придобива контрастно максимално доказателство, благодарение и на подчертаването на сухожилията на врата, сбръчканите вежди и светлосянката на дълбоките очи.
В релефа на Свети Георги, който освобождава принцесата, в основата на скинията, Донатело извайва един от първите примери за стичато и създава едно от най-старите изображения на централна линейната центрична перспектива. За разлика от теорията на Брунелески обаче, който иска перспективата като начин за фиксиране на пространствеността a posteriori и обективно, Донатело поставя убежната точка зад главния герой, за да подчертае същината на действието, създавайки противоположен ефект, сякаш пространството се разплита от самите герои.

#### Хорове на катедралата
През 30-те години на 14 век начална и повратна точка в скулптурата е представена от създаването на двата хора за катедралата на Флоренция: през 1431 г. единият е поръчан на Лука дела Робия, а през 1433 г. втори с равни размери – на Донатело.
Дела Робия, който по това време е на около 30 години, извайва балкон с класическо оформление, където са поставени шест панела, а други четири са поставени между конзолите. Релефите изобразяват „Псалм 150“ стъпка по стъпка, чийто текст върви с главни букви на лентите в долната, горната и под конзолите част, с групи от млади хора, които пеят, танцуват и свирят, със спокойна класическа красота, оживена от ефектна естественост, която изразява чувствата по спокоен и ведър начин.
Донатело, завръщайки се от второ пътуване до Рим (1430 – 1432), обединява многобройни внушения (от имперските руини до раннохристиянските и романските произведения), създавайки непрекъснат фриз, осеян с малки колони, където поредица от херувими танцуват неистово върху мозаечния фон (с препратка към фасадата на катедралата от Арнолфо ди Камбио). Конструкцията с кръглите колони създава нещо като вдлъбната сцена за фриза, който върви безпроблемно въз основа на диагонални линии, контрастиращи с правите и перпендикулярни линии на хоровата архитектура. Усещането за движение е подчертано от живия блясък на стъклените плочки, цветни и със златист фон, които инкрустират фона и всички архитектурни елементи. Тази екзалтация на движението е езикът на пътуването на Донатело, което художникът след това предприема в Падуа, където остава от 1443 г.

### Архитектура
Архитектурният сезон на Ранния ренесанс е доминиран от фигурата на Филипо Брунелески. След дебюта си като скулптор той се посвещава още през първото десетилетие на века на разсъждения върху архитектурните проблеми, използвайки наблюденията, направени по време на пътуванията си до Рим. Първоначално е консултиран от Флорентинската република за военни инженерни работи, като укрепленията на Стаджа и Викопизано, а след това се концентрира върху проблема с купола на Санта Мария дел Фиоре – образцова творба на целия му живот, която също съдържа зародиши за бъдещи творби.
Отличителна черта на неговото архитектурно творчество е кристалната яснота, където технико-структурните въпроси са неразривно свързани с формалните характеристики на стила. Типично в този смисъл е използването на сива пиетра серена (вид пясъчник) за архитектурните елементи, която се откроява на фона на светлата мазилка на стените. Той използва класически елементи, взети от архитектурни ордери, като се концентрира върху няколко модула, свързани обаче по различни начини, за да избегне повторяемостта и да се противопостави на хилядите аспекти на Готиката. Яснотата на неговата архитектура също зависи от прецизното хармонично пропорциониране на различните части на сградата, свързано обаче не с геометрични отношения, а с по-просто и по-интуитивно повторение на някои основни измервания (обикновено десет флорентински брачи, т.е. 10 x 0,5836 м), чиито кратни и субкратни генерират всички измерения. Например Болницата на невинните (1419 – 1428) има известен портик с кръгли арки, поддържани от колони, които образуват девет разделения (campate) с квадратен план; основният модул е дължината на колоната, която определя разстоянието между едната и другата („размах“ на арката) и дълбочината. По този начин пространството изглежда ясно и измеримо с просто око, според хармоничен ритъм, който е подчертан от няколко изискани декоративни елемента.
Но работата, която включва цялата му изобретателност, съдържаща в зародиш семената за много от следващите проекти, е изграждането на грандиозния купол на Санта Мария дел Фиоре. Куполът е описан от биографите на Брунелески като вид съвременен мит, великият архитект като единствен главен герой с неговия гений, упоритост и доверие в разума. Брунелески трябва да преодолее объркването, критиките и несигурността на работниците в катедралата и прави всичко възможно в обяснения, модели и доклади за своя проект, който включва изграждането на купол с двойно куполно покривало с пътеки в кухината и който може да бъде построен без броня но със самоносещо скеле. Той използва оживална арка за купола, „по-великолепна и издута“, принудена от практически и естетически нужди: всъщност размерите не позволяват използването на полусферична форма и двойно покривало, тоест два купола – един вътрешен и една външен, всяка разделена вертикално от осем платна. Освен това по-голямото развитие във височина на оживалната арка компенсира във височина изключителното хоризонтално развитие на наоса, обединявайки всички пространства в купола. Подобен ефект може да се долови и отвътре, където гигантското пространство на купола централизира пространствата на радиалните параклиси, насочвайки погледа към идеалната точка на изчезване в окулуса на фенера.
Брунелески кара външния купол, който е успореден на първия, да полегне върху 24 опори, разположени над сегментите на вътрешния и пресечени със система от хоризонтални шпори, които като цяло приличат на мрежа от меридиани и паралели. Външният купол, иззидан с червена теракота, разпръснат с осем бели оживални форми, също предпазва сградата от влага и кара купола да изглежда по-голям, отколкото е. Вътрешният купол, по-малък и по-здрав, поддържа тежестта на външния и чрез междинните опори му позволява да се развие повече във височина. И накрая, в кухината има система от стълби, коятo позволява да се изкачиш до върха. Куполът, особено след завършек с фенера, който със своята тежест допълнително консолидира ребрата и платната, следователно е органична структура, където отделните елементи си придават сила, преобразувайки дори потенциално отрицателните тежести в сили, които увеличават сцеплението, следователно положителен. Структурите са лишени от декоративни украшения за разлика от готическата архитектура, a сложната статична игра, която поддържа сградата, е скрита в кухината, вместо да се показва открито.
С Брунелески, винаги присъстващ на строителната площадка, се ражда фигурата на съвременния архитект, който винаги участва в технико-оперативните процеси, като средновековните майстори строители, но който също има съществена и съзнателна роля във фазата на проектиране: той вече не практикува изкуство просто като „механика“, а е интелектуалец, който практикува „либерално изкуство“, основано на математиката, геометрията и историческото познание.

### Живопис

#### Мазачо
Третият баща на ренесансовата революция е Мазачо за живописта. Неговата дейност е съсредоточена само в няколко години: от първото произведение, достигнало до нас през 1422 г., до смъртта му в Рим през 1428 г. През 1417 г. той присъства във Флоренция, където се сприятелява с Брунелески и Донатело. Въз основа на техните завоевания (ясна пространствена обстановка и пластична сила) започва препрочитане на творчеството на Джото, както може да се види още от първия му известна работа –„Триптихът на Свети Ювенал“ (1422 г.). Той създава работилница с Мазолино да Паникале, но със сигурност не е негов ученик, както се вижда от напълно различните отправни точки на тяхната живопис. По-късно двамата си оказват влияние, както вече може да се види в първата известна творба на асоциацията – „Света Анна Метерца“ в Уфици. Тук Мазолино вече изглежда лишен от онези късни готически линейни внушения на по-ранни произведения като „Мадоната на смирението“, докато Мазачо вече е разработил начин на рисуване, който създава плътни фигури, със засенчване, което ги прави да приличат на скулптури, поставени кохерентно в изобразителното пространство.

Тази сила в изграждането на героите и в тяхната пространственост, която засилва тяхната човешка индивидуалност и емоционална интензивност, е доразвита в последващи творби като Пизанския полиптих, започнат през 1426 г., и стенописите на Капела Бранкачи. Това последно начинание, започнало през 1424 г. в сътрудничество с Мазолино и продължено само от Мазачо от 1426 до 1427 г., е капиталното дело на обновлението в живописта и е оценено и изучавано от следващите поколения художници, сред които е Микеланджело Буонароти. Пространствената композиция вече е революционна: цялата украса е рамкирана в единна архитектурна клетка, с боядисани пиластри и малка назъбена рамка, която разделя сцените, често с пейзажа, продължаващ между едната и другата; гледната точка е уникална и е предназначена за хипотетичен зрител, стоящ в центъра на параклиса, особено очевидна в сцените една срещу друга или в сцените от двете страни на прозореца на задната стена. Като цяло е унифицирана светлина, сякаш идва естествено от прозореца на параклиса, и използване на единична, ясна и блестяща хроматична гама. 

Естествено между двамата творци (да не говорим за завършването, извършено от Филипино Липи през 1481 г.), има разлики, дори съществени. Мазолино, въпреки усилията си да създаде фигури, които са анатомично правилни и добре калибрирани в пространството, установява връзки между фигурите въз основа на ритъм, с общи лица и празни изражения. Вместо това Мазачо използва по-яростно осветление („Прогонване на прародителите от Рая“), което оформя телата и ги прави пълни с изразителност, чрез съществени, но много красноречиви жестове. Неговите фигури излъчват динамика и човешка дълбочина, непознати за Мазолино. Културните препратки (като позата на Ева, която напомня на Целомъдрената Венера) са преобразени от строгата проверка на естественото, което ги прави живи и плътски, а не академично археологически: съвременниците вече възхваляват изкуството му по-скоро като „отличен имитатор на природата“, отколкото като възродител на древното изкуство.
В по-сложните сцени (като „Изцелението на сакатия и възкресението на Табита“ от Мазолино и „Плащането на данъка“ от Мазачо) Мазолино разбива езика си на множество дисперсивни епизоди, както в средновековното изкуство, въпреки класическите вмъквания, правилната перспектива и много високо качество на картината, с внимание към най-малките детайли, напомнящи за международното готическо изкуство. Вместо това Мазачо обединява епизодите, като ги кара да се въртят около фигурата на Христос сред апостолите, зад чиято глава е убежната точка на цялото представяне. Съответствията между жестовете между една група фигури и друга свързват силно различните действия.
И техниката на рисуване на двамата е много различна: Мазолино внимателно прецизира формите и детайлите, след което моделира обемите с меки светлини и много тънки щрихи. Мазачо, от друга страна, работи по по-синтетичен начин, като се отказва от контурната линия и изгражда чрез директното прилагане на светлина и цвят, получавайки изключителния пластичен скок на фигурите.
В долните епизоди на „Свети Петър лекува болните със сянката си“ и „Разпределение на милостинята и смърт на Анания“, и двете от Мазачо, сцените се развиват в градски условия, които много наподобяват улиците на съвременна Флоренция, като се избягва всякакво анекдотично отклонение: всеки елемент има точна функция, подобно на заснежените планини, които в Разпределението свидетелстват за спешната необходимост от намесата на Светеца. Хората също се характеризират в своята индивидуалност, като избягват родовите типове. В това можем да се разчете и новото чувство за човешко достойнство, което прави дори недъга, грозотата, бедността достойни за внимание („Свети Петър лекува болните със сянката си“), без никакво самодоволство към гротеската.
В „Троица“ (1426 – 1428) Мазачо се свързва тясно с работата на Брунелески, дотолкова, че днес пряката намеса на архитекта в планирането на сложното оформление на творбата се счита за повече от правдоподобна. Илюзионистичната сила на цилиндричния свод на заден план, силно съкратен в ракурс, впечатлява съвременниците му, които никога не са виждали нещо подобно. Повече от век по-късно Вазари все още пише, че „изглежда, че тази стена има дупка в нея“. Пространството на „Троицата“ е нещо съгласувано, което фигурите доминират и е отбелязано върху формата на разпятието. Поставянето на убежната точка много ниско я прави съвпадаща с гледната точка на наблюдателя, въвличайки го в изображението, както се подчертава и от погледа и жеста на Мария. Христос е единствената фигура, освободена от правилата на перспективата и неговата неизменност е имплицитна почит към централната му роля в човешкия живот. Ново е представянето на клиентите, спрямо които се отказват от йерархичните пропорции, намирайки по-достойно присъствие.

#### Учениците на Мазачо
Първите наследници на Мазачо са някои от неговите ученици и тези, които веднага изучават и прилагат иновациите на Капела Бранкачи. Сред тях рано се открояват Филипо Липи и Фра Анджелико, които използват някои от характеристиките на Мазачо, за да развият свой собствен стил.
Анджелико, който вече е ученик на Лоренцо Монако, скоро започва да търси пътища, различни от Международната готика. Още в първите си работи като миниатюрист той създава фигури с геометрична чистота, издължени и с прости дрехи с тежки гънки, с ярки и светещи цветове и поставени в премерено пространство. Тези елементи се намират и в първите панелни произведения, като „Триптих на Свети мъченик Петър“ (около 1427-1428 г.). Анджелико е художник, който знае как да посредничи между богатството на орнаментите на Джентиле да Фабриано и физическата и пространствена солидност на Мазачо. В малко по-късното „Благовещение“ в Прадо (около 1430 г.) той създава елегантна основна сцена с внимание към най-малките детайли, но разположена в архитектурна обстановка, организирана с перспектива. В панелите на пределата той работи с още по-голяма смелост, създавайки малки епизоди с небрежно използване на перспективата, понякога виртуозно, и с използване на светлина, която се превръща в негова отличителна характеристика: ясна, кристална, която модулира прозрачни цветове, подобрява обеми и си сътрудничи за обединяване на сцените.
Иновациите на Мазачо също са усвоени от неговия преки ученик Филипо Липи, кармелитски монах. В ранните му творби като „Мадона Тривулцио“ фигурите са разширени почти като твърди тела, със силни светлосенки и решително използване на цвят. В групата на безкрилите ангели и в светците, изобразени като деца, могат да се видят живи и палави изражения, напомнящи на хоровете на Донатело и Лука дела Робия.
От посоките на последващата живопис ще се движат от по-нататъшното развитие на тези двама художници и на Мазолино.

### Прием на иновациите
Тримата иноватори на флорентинското изкуство (Джентиела да Фабриано, Фра Анджелико и Филипо Липи) получават голямо уважение и възхищение приживе и имат дългосрочно влияние върху художественото производство, макар че никой от тях не е напълно приет от другите съвременни художници. Роля за това изиграват и поръчителите, които като цяло са за по-малко радикални решения. Типичният пример е този на много богатия търговец и хуманист Пала Строци, който поверява създаването на олтара на своя параклис в църквата „Санта Тринитà“ на Джентиле да Фабриано, който през 1423 г. завършва ослепителното „Поклонение на влъхвите“ – шедьовър на Международната готика в Италия. Творбата е живо съпоставяне на няколко епизода, където погледът се губи в безброй дребни детайли и анекдотични сцени, според подход, извлечен от византийския литературен модел на екфразиса, тоест описанията/интерпретациите на произведения на изкуството, които циркулират във Флоренция поне от 1415 г.
На подобна известност се радват и художници на приказки като Лоренцо Монако или изискани личности на границата между готическия свят и „старомодните“ новости като Лоренцо Гиберти.
Следователно картината, която се възприема от епохата, е тази на разрив между най-радикалните и новаторски артистични предложения и хуманистичния свят, което изтласква, поне през първите десетилетия, групата от новатори в доста изолирана и отчасти неразбрана позиция в същата Флоренция. Същият модел на „древното“, обичан от хуманистите, предлага еклектични и понякога противоположни идеи, точно както римското изкуство е било еклектично. Следователно художниците могат да черпят от това огромно наследство, като от време на време избират това, което най-добре отговаря на вкусовете и манталитета на момента.

### Теоретична подредба на Алберти
От средата на 1430 г. пионерският плам постепенно отслабва, докато се правят опити да се даде теоретична подредба на преживяното дотогава. Главният герой на този процес е Леон Батиста Алберти, който се установява в града едва през 1434 г. Като син на семейство изгнаници той пристига в града, когато фигуративната революция вече се е състояла и, пропит с хуманизъм от предимно римски произход, той започва да оценява получените резултати, смекчавайки различията между отделните личности в полза на една визия за заедност, която има възраждането като общ знаменател. В трактата De pictura той обединява в посвещението Брунелески, Донатело, Гиберти, Лука дела Робия и Мазачо.
Алберти търси обективните основи и филологическата пътека, позволила възраждането, като се занимава както с технически, така и с естетически въпроси. Той се посвещава на трите основни изкуства: живопис с De pictura (1436 г.), архитектура с De re aedificaria (1454 г.) и скулптура с De statua (1462 г.). Неговите текстове са основният инструмент за обучение на новите поколения през следващите десетилетия, за разпространението на ренесансовите идеи и преди всичко за това да позволи трансформацията на художника от средновековен занаятчия в модерен интелектуалец.

### Междинна фаза
Следващата фаза, в централните години на века, се характеризира с по-интелектуална подредба на предишните завоевания[поясни]. Около 1440-те г. италианската политическа рамка се стабилизира с мира от Лоди (1454 г.), който разделя полуострова на пет големи държави. Докато от една страна политическите класи в градовете централизират властта в свои ръце, благоприятствайки възхода на отделни доминиращи фигури, от друга страна буржоазията отстъпва назад, предпочитайки земеделските инвестиции и възприемайки поведенческите модели на старата аристокрация, далеч от традиционните идеали на трезвеност[поясни] и отказ от показност. Образният език от онези години може да се определи като култивиран, богато украсен и гъвкав.

#### Лоренцо Гиберти
Гиберти е един от първите художници, които, заедно с Мазолино и Микелоцо, поддържат положителната оценка на предишната традиция, като я коригират и пренареждат според новостите на хуманистичната култура и перспективната строгост, за да я актуализират, без да я подкопават. След много дългата работа по Северната врата на Флорентинския баптистерий, все още свързана с оформлението на Южната врата от 14 век от Андреа Пизано, през 1425 г. той получава поръчката за нова врата (днес Източна), която Микеланджело по-късно определя като „Вратите на Рая“. Творбата е емблематична за „посредническата“ позиция на Гиберти, тъй като съчетава невероятен брой дидактическо-религиозни, граждански, политически и културни теми с очевидно ясен и прост стил, с голяма формална елегантност, което предопределя неговия траен успех.

#### Мазолино да Паникале
Мазолино посредничи в живописта между сладостта и епизодичната природа на Международната готика и солидната пространственост на Ренесанса. В творбите си, създадени след края на връзката му с Мазачо, той развива стил, който е лесен за асимилиране на места, където готическата култура все още е преобладаваща, като Сиена (Векиета е негов ученик и сътрудник) или Северна Италия (с важните фрески в Кастильоне Олона).

#### Микелоцо
Микелоцо е скулптор и след това архитект, неразривно свързан с поръчителя Козимо Стари, за когото е архитект на най-важните обществени и частни поръчки. От негово име той подрежда манастира „Боско ай фрати“ в околностите на Флоренция, а от 1444 г. строи Палацо Медичи на ул. „Ларга“ (днешна ул. „Кавур“). Негов е и проектът за иновативния манастир Сан Марко от 1438 г. 
Микелоцо е задълбочен познавач както на творчеството на Брунелески, така и на готическата традиция на големите флорентински базилики и използва ренесансови средства, за да пречисти и обогати традицията от миналото. В двореца на Медичите – модел за голяма част от последвалото флорентинско градско строителство и не само, той използва външната рустика, взета от средновековните обществени сгради, и създава повече или по-малко кубична резиденция, структурирана около централен двор, върху който отваря достъп до градината. Декорацията е изискана и съставена с въображение, черпейки от класическия репертоар, с вкус отворен към замърсявания и внимателен към игрите на перспективата (например дворът изглежда симетричен, без да е такъв, и ъгловите му колони са по-тънки).

#### Паоло Учело
Според това, което Вазари разказва в своите „Жизнеописания на най-известните живописци, ваятели и архитекти“, Паоло Учело „не е имал друго удоволствие освен да изследва някои трудни и невъзможни неща на перспективата“, подчертавайки неговата най-непосредствена отличителна черта, а именно неговия почти обсебен интерес към изграждането на перспективата. Тази характеристика, съчетана с придържането му към приказния климат на Международната готика, прави Учело гранична фигура между двата фигуративни свята, според едно от най-автономните художествени пътища на 15 век. Смелата перспективна конструкция на неговите творби обаче, за разлика от Мазачо, не служи за придаване на логичен ред на композицията, а по-скоро за създаване на фантастична и визионерска сценография в неопределени пространства.
В зрелите му творби фигурите се разглеждат като обеми, поставени според математически и рационални съответствия, където естественият хоризонт и този на чувствата са изключени. Ефектът, ясно забележим в творби като триптиха „Битката за Сан Романо“, е този на поредица от манекени, които олицетворяват сцена със замръзнали и прекъснати действия, но емблематичният и мечтателен характер на неговата картина се ражда именно от тази неразгадаема фиксираност.

#### Филарете
Филарете е един от учениците на Лоренцо Гиберти по време на отливането на северната врата на баптистерия, поради което папа Евгений IV му поверява важната поръчка за отливането на Портата на Свети Петър. Преди всичко Филарете прави своето изследване и пресъздаване на древното. Той е един от първите художници, които развиват познанието за древния свят като самоцел, тоест продиктуван от „антикварен“ вкус, който има за цел да пресъздаде произведения в предполагаем класически стил. Но преоткриването му не е филологическо, а по-скоро оживено от въображение и вкус към рядкост, което довежда до фантастично припомняне на миналото. С престоя си в Рим и Милано той е основен разпространител на ренесансовата култура в Италия.

## Години на първото владение на Медичите (1440 – 1469)
Следващото поколение художници разработва наследството на първите новатори и техните преки наследници в климат, който има различна ориентация на поръчителите и една нова политическа рамка.

### Изкуството при Козимо де Медичи
Със завръщането на Козимо де Медичи от изгнание през 1434 г. Флорентинската република навлиза във фазата на официално продължение, но и на дълбока съществена промяна – де факто централизацията на властта в ръцете на Козимо чрез фина и разумна стратегия на съюзи и контрол върху съдебната система чрез тясно доверени хора, които никога не са го виждали лично замесен в градското управление. Поведението му е вдъхновено от стоическите модели на Цицерон, външно характеризиращи се с търсене на общото благо, умереност и отхвърляне на личния престиж и показност. Следвайки този модел, той поръчва важни произведения с обществена стойност, като обновяването на Бадия Фиезолана, манастира Сан Марко и самия дворец на Медичите. 
Произведенията на частни поръчители, от друга страна, се характеризират с различен вкус, като „Давид“ на Донатело (около 1440-1443 г.), оживени от интелектуалистичен и изтънчен вкус, който задоволява нуждите на една културна и изискана заобикаляща среда. Сред класическите перепратки (Антиной Силван, Праксител) и почитта към поръчителите (фриза на шлема на Голиат, взет от древна камея), скулпторът също впечатлява с изострено чувство за реалност, което избягва изпадането в чисто естетическо самодоволство: това се демонстрира от леките асиметрии на позата и палавото изражение, които оживяват културните препратки в нещо съществено енергично и реално.
В края на краищата основаването на Неоплатоническата академия установява интелектуалните хоризонти на културата при Козимо де Медичи, развивайки хуманистичните дисциплини към едно по-приветливо и идеално пресъздаване на класическото минало.

### Изкуството при Пиеро де Медичи
При сина на Козимо Стари – Пиеро де Медичи вкусът към интелектуализма става още по-засилен, с по-малко акцент върху обществените работи в полза на вкуса, ориентиран преди всичко към колекции от скъпоценни и често дребни предмети (скъпоценни камъни, антики, гоблени), търсени заради тяхната присъща стойност и статута им на редки предмети, които демонстрират социален престиж.
Управлението на Пиеро над Флоренция продължава само пет години (1464 – 1469), но приема добре дефинирана ориентация, която поема пътищата на изисканите аристократични дворове, от които се вдъхновяват и аристокрацията на града чрез подражание. Емблематични творби от този сезон са стенописите на Параклиса на влъхвите от Беноцо Гоцоли – частният параклис на Палацо Медичи (1459), украсен по инициатива на Пиеро. В разкошното шествие на влъхвите членовете на сем. Медичи и техните поддръжници се преобразяват в сакралния епизод, където митът става претекст за изобразяване на блестящото буржоазно общество на времето.
Скулпторите през централните десетилетия на века често се вдъхновяват от принципите на Copia et Varietas, теоретизирани от Леон Батиста Алберти, които предвиждат повторения на подобни модели с леки вариации и еволюции, за да задоволят сложния вкус на поръчителите. Пример в този смисъл е еволюцията на погребалните паметници, от този на Леонардо Бруни от Бернардо Роселино (1446 – 1450), до този на Карло Марсупини от Дезидерио да Сетиняно (1453 - 1455) до гробницата на Пиеро и Джовани де Медичи от Андреа дел Верокио (от Ранната епоха на Лоренцо Великолепни, 1472 г.). В тези творби, въпреки че се започва от общ модел (арколосий), се стига до все по-прецизни и ценни резултати.
Въпреки това едно от най-значимите произведения на централните десетилетия на 15 век във Флоренция е Параклисът на кардинала на Португалия – изискано прославяне на Яков от Лузитания, починал във Флоренция през 1458 г., и на неговото кралско семейство. Параклисът е най-добрият пример за този типичен вкус на Флоренция през централните десетилетия, свързан с разнообразието от материали, техники, изразни средства и културни препратки, които всички заедно допринасят за създаването на елегантен и фин сценографски ефект. Архитектурата е във формата на гръцки кръст, като всяко рамо има различна украса (въз основа на живопис или скулптура), но цялото е обединено от непрекъснатия фриз с гербовете на кралските особи на Португалия и от повторението на порфира и змиевидна облицовка. Няма повърхност без декорация: от пода на Козматите до павилионния свод с ослепителни остъклени теракоти от Лука дела Робия.
Фокусната страна е източната, където се намира гробницата на кардинала, изваяна от Антонио и Бернардо Роселино. Пространството е сценографско и е подчертано от завеса, която отстрани на арката е дръпната като завеса от два изрисувани ангела. Всяка украса спомага за инсценирането на „отвъдния триумф“ на кардинала. Общият стил се характеризира с богатството на фигури, позиционирани със свободна естественост, които създават елегантна анимация, непозната в предишни паметници. Моделирането на скулптурите е изключително чувствително и създава илюзионистични ефекти, които сега са далеч от рационалното изследване, анимирало ренесансовите художници от първото поколение. Барелефът на основата съдържа едно от най-старите свидетелства за древни митове, използвани повторно в неоплатонически и християнски ключ: темата за бикоборството с произход от Митра върху късите страни (символ на възкресение и морална сила), колесничарят на колесницата (платонов символ на ума, който ръководи душата и доминира над страстите), еднорозите, обърнати един към друг (символ на девствеността) и гениите, седнали на лъвски глави (сила). В центъра, над гирляндата, е черепът, ограден от лилия и палма, символи на чистотата и безсмъртието на душата. Символичният комплекс намеква за моралните добродетели на младия прелат, за победата над страстите и над аскетизма.

### Главни действащи лица

#### Фра Анджелико
Фра Анджелико е сред първите последователи на Мазачо и в своята зряла фаза играе водеща роля във флорентинското изкуство. Неговата култура, произлизаща от доминиканските томистки традиции, го кара да се опитва да свърже ренесансовите завоевания (особено използването на перспектива и реализъм) с ценностите на средновековния свят, като дидактическата функция на изкуството. През четвъртото десетилетие на 14 век неговата продукция е ориентирана към „светлинната живопис", повлияна от Доменико Венециано, с рационално използване на източниците на светлина, които подреждат и обединяват всички елементи на сцената. Сред примерите са олтарът на „Коронацията на Богородица“ в Лувъра и неговата предела, където типичните готически ритми и симетрии се актуализират от виртуозна пространствена композиция и от яркия цвят, по-богат на акценти, отколкото на сенки, който придава обем и изследва материалите с чувствителност. Интересът към изобразяването на светлинни явления кара Анджелико, в неговата зряла фаза, да се откаже от неясното и общо осветление в полза на по-внимателно и рационално изобразяване на светлини и сенки, където всяка повърхност се идентифицира със своя специфичен „блясък“.
От фундаментално значение за флорентинската художествена сцена през централните десетилетия на века е изграждането и украсата на манастира Сан Марко, финансиран от Козимо де Медичи, което се провежда между 1436 г. и 1450-те г. Анджелико и неговият екип са главните герои на фресков цикъл, който има за цел да предложи идеи за медитация и молитва на монасите. Сцените, предназначени за килиите на монасите, често показват някои доминикански светци, които действат като пример, със своето отношение, за поведението, което трябва да се приеме в лицето на всеки епизод: медитация, състрадание, смирение, просване и т. н. Сред стенописите, рисувани за общите части на манастира, т. нар. „Мадона на сенките“ се откроява със своята оригиналност (датирана в първите или от последните години на декорацията), рисувана в тесния коридор на първия етаж, където светлината идва от малък прозорец долу вляво; и в картината ангелът се опитва да използва същия този източник на светлина, като сянката на боядисаните капители се очертава дълго върху мазилката, докато светците отдясно дори имат отражението на прозореца в очите си.

#### Доменико Венециано
Доменико Венециано е един от първите флорентински художници, които асимилират някои характеристики на скандинавската живопис, по-специално фламандската, която по това време се радва на особена мода и колекционерски интерес, поради виртуозността, която отговаря на доминиращия тогава вкус на Varietas.
Обучението му е несигурно (Венеция? По-вероятно във Флоренция), но той придобива всички предложения, налични тогава в Италия. Първият тест, поръчан от Пиеро де Медичи, е тондото „Поклонението на влъхвите“ (1438-1441), където той добавя конкретно усещане за пространство и обем към късноготическата елегантност и разкош, което обединява визията за дребни детайли на преден план с пейзажа на заден план. Творбата трябва да е харесала на поръчителя и всъщност в годините непосредствено след Доменико е включена в украсата на църквата „Сант Еджидио“, в изгубен цикъл от стенописи, в които участват също Андреа дел Кастаньо, Алесо Балдовинети и младият Пиеро дела Франческа, решаващо повлиян от светлинните изследвания на Доменико. Всъщност през тези години венецианецът разработва живопис, базирана на много светли тонове на цвета, които изглеждат пропити с прозрачна светлина.
Шедьовърът на неговите изследвания е Олтарната картина „Санта Лучия дей Маньоли“ (1445-1447), където той също демонстрира пълно познаване на правилата на центричната линейна перспектива, поставена в този случай на три убежни точки. Доминиращият елемент на картината обаче е играта на светлината, която пада отгоре, определяйки обемите на героите и архитектурата и свеждайки линейните внушения до минимум: профилът на Св. Лукия, например, се откроява не с благодарение на контурната линия, но благодарение на контраста на светлината му върху зеления фон.

#### Филипо Липи
Филипо Липи е друг художник, който след дебюта си по Мазачо е подложен на множество влияния, включително фламандското. След престой в Падуа той се завръща във Флоренция през 1437 г. и през същата година създава „Мадоната от Тарквиния“, където използва мазачески пластичен акцент, донателски вкус към ракурса и към жестове, взети от реалния живот, и преди всичко ново внимание към обстановката и играта на светлината. Някои детайли, като етикета, висящ в основата на трона, са безпогрешно фламандски.
Постепенно изкуството му се ориентира към преобладаващ вкус към линията, както в Олтарната картина „Барбадори“ (1438 г.), където единството на сцената се дава от ритмичната прогресия на контурите. Светлината не премахва пластично фигурите, създадени наведнъж, както при Мазачо, но сякаш обгръща фигурите, започвайки от рисунката, в светлосянка, която възстановява релефа по по-приглушен начин.
Решаващ момент в кариерата на Липи са стенописите с „Житията на Свети Стефан и Свети Йоан Кръстител“ в Катедралата в Прато (1452-1464). В тези сцени човешките фигури и тяхната динамика доминират в представянето, с дълбоки изгледи на архитектурата, изградена с множество убежни точки, които подчертават усещането за движение. Разказаните действия са плавни и внимателни към това да предадат човешката истина на героите.
Филипо Липи оказва дълбоко влияние върху следващите флорентински художници, поставяйки акцента преди всичко върху усъвършенстването на позите с виртуозно преобладаване на контура. На това доминиращо течение се противопоставя по малцинствен начин това, което търси хармония между ясни цветове и чисти обеми, оглавявано от Доменико Венециано, успешен преди всичко в областта Умбрия-Марке.

#### Андреа дел Кастаньо
Андреа дел Кастаньо разработва строга живопис, вдъхновена от малко следвани досега характеристики на Мазачо и Донатело, като пластичната светлосянка, подчертана и направена по-драматична чрез използването на по-контрастни цветове, и реализма на физиономиите и нагласите, понякога сведени до крайност, докато достигнат експресионистични резултати.
Ключово произведение в неговата художествена кариера е „Тайната вечеря на Света Аполония“ във Флоренция, където на базата на солидна перспектива той рисува тържествена Тайна вечеря с интензивно характеризирани и изолирани фигури с ясни контури, представени в релеф чрез грубо странично осветление. Вместо това горната част на цикъла съдържа Свалянето от кръста, Разпятието и Възкресението, където, макар и много повредени, могат да се прочетат епизоди на голямо емоционално участие, които опровергават настоящия образ, създаден от Вазари, на художник, неспособен на нежност, което лошо оцветява прави творбите „доста груби и сурови“.
Дори в по-късни произведения, като Троицата и светиите, той акцентира върху изразителните стойности с ефектен поглед на кръста и преувеличаване на реализма на фигурите. Неговият урок, малко получен във Флоренция, е основата за развитието на Школата във Ферара.

#### Алберти като архитект
Присъствието във Флоренция на Леон Батиста Алберти е важно. През централните десетилетия той работи преди всичко като архитект за богатия търговец Джовани Ручелай, с когото го свързва приятелство и интелектуален афинитет.
Концепцията у за архитектурата е за чисто интелектуална дейност, която се изчерпва в създаването на проекта, без необходимостта от постоянното присъствие на строителната площадка. За него това е „практическа философия“, където той може да използва сложно богатство от литературни, философски и художествени преживявания, в размисли, които включват етиката и естетиката.
От 1447 г. той реновира Палацо Ручелай, след това фасадата на Санта Мария Новела (1456) и накрая построява Малкия храм на Божи гроб. Това винаги са били частични намеси, които самият Алберти добронамерено омаловажава като „стенна декорация“. В Палацо Ручелай той обединява различните съществуващи сгради, като се фокусира преди всичко върху фасадата, която е съставена като мрежа от хоризонтални и вертикални елементи, в които са вмъкнати прозорците. С класически елементи (портали, рамки, насложени ордери в капителите) той обединява елементите от средновековната традиция, като рустика и двойни ланцентни прозорци. Общият ефект е разнообразен и елегантен, дължащ се на вибрацията на светлината между светлите и гладки зони (пиластри) и тъмните (отвори, жлебове в bugnato).
В Санта Мария Новела фасадата остава незавършена от 1365 г., достигайки до първия ред от малки арки и с някои вече дефинирани елементи, като розетния прозорец. Алберти се опитва да интегрира старата част с новата, като запази двуцветната мраморна инкрустирана украса и оставя долните арки, вмъквайки само класически портал в центъра (извлечен от Пантеона), затворен от мотива на колона-стълб по страните. Горната зона е отделена от долната с рамка, върху която минава лента от квадратни инкрустации, а двете странични волути имат подобна свързваща функция. Цялото се основава на принципите на модулната композиция (въз основа на използването на квадрата и неговите кратни и подкратни), смекчени обаче от някои асиметрии (желани или поради използваните материални), като например неподравненото разположение на някои вертикални елементи и на инкрустациите на атиката.
И в Храма на Божи гроб – погребалният паметник на Джовани Ручелай Алберти използва мраморните инкрустации на флорентинската романска традиция, създавайки строго класическа структура с размери, базирани на златното сечение.
Съществената разлика между Брунелески и Алберти е преди всичко на геометрично ниво: Брунелески винаги модулира триизмерни пространства, а Алберти геометрично организирани двуизмерни повърхности. Общата им точка обаче е валоризирането на местната традиция, като се използва историята на отделната сграда, и рационализирането на съществуващите елементи, за да се получи нещо изключително модерно, но вкоренено в местната специфичност.

#### Завръщането на Донатело
Пропастта, създадена междувременно между художниците от първия хуманизъм и тези от новото поколение, свързана с по-разнообразен и богато украсен вкус, е очевидна, когато Донатело се завръща от10-годишния си престой в Падуа през 1453 г. Неговата сърцераздирателна „Каеща се Магдалена“ (1453-1455) не може да бъде по-различна от много по-спокойната съвременна творба на Дезидерио да Сетиняно.
Така Донатело се оказва изолиран в собствения си град и получава последната поръчка (двата амвона на Сан Лоренцо) благодарение на пряката намеса на Козимо де Медичи, който е негов дългогодишен почитател. В Амвона на страстите (1460-1466) сцени като „Оплакването и свалянето от кръста“ показват отхвърляне на правилата за перспектива, ред и хармония, в името на още по-жив експресионизъм, отколкото в релефите в Падуа. Окото се мъчи да различи главните герои в пулсиращата маса от персонажи, докато композицията изрязва цели пасажи без никакви скрупули, като например крадците на кръста, чиито нозе са единствените видими, създавайки ефект на безкрайно неопределено пространство, което усилва, с неуравновесеността, драматичния патос на сцената.

## Художникът и работилницата
15 век (Куатроченто) вижда, със специална приемственост във Флоренция, важен напредък в развитието на фигурата на художника според процес, започнал в предходния век. Създателите се стремят да се откъснат от фигурата на физическия работник, който произвежда предмети по поръчка („занаятчия“), в полза на по-интелектуалната и творческа концепция за тяхната работа, която се стреми да бъде изцяло част от „либералните изкуства“. Основна роля изиграват теоретичните трудове на Леон Батиста Алберти, който още в De pictura проследява фигурата на културен и грамотен художник, опитен в техниката, който лично овладява всички фази на работата –  от идеята до превода в продукт, като се грижи за всички детайли. Фигурата, описана от Алберти, обаче представлява идеална цел, постигната не преди 18 век, носеща цяла поредица от последици (като дихотомията между художник и занаятчия или разграничението между големи и малки изкуства), все още непознати през 15 век.
 

Основната клетка на художественото производство остава работилницата, която е едновременно място за производство, търговия и обучение. Пътят на майстора започва именно в нея, където той влиза много млад (на 13 –15 г.) и започва да се запознава с търговията по практически начин и се започва от странични задачи (като подреждането и почистването на инструментите), като се премине през постепенното поемане на все по-голяма отговорност и тежест в създаването и реализацията на артефактите. Константата е практиката на рисуването, независимо от преобладаващата художествена дисциплина, в която се специализира. Теоретичната подготовка е ограничена до няколко основни понятия на математиката и геометрията и е предимно оставена на добрата воля на индивида. Сложните процедури, като перспективата, са учени емпирично, без напълно да се познават теоретичните принципи, които са в основата им . 
Работилниците се занимават с два основни вида производство:
1. Малко по-заангажиращо – с творби по поръчка, където са установени характеристиките на обекта, материалите, сроковете за изпълнение и начините на плащане. Обикновено се дава широка свобода на действие по въпросите на композицията и стила.
2. Втори тип, свързан с настоящите продукции, лесни за пускане на пазара (сватбени ракли, тондо – подарък за раждане, оброчни изображения, обзавеждане), които са произведени директно без конкретна комисионна (в повечето случаи). Не липсват и серийни продукции, чрез калъпи и отливки, като гипсовите Мадони, необработена или остъклена теракота. Във тази категория продукти често биват възприемани иновациите на най-важните и оригинални произведения, като ги опростяват и популяризират: и най-смелите новаторски решения след определен период от време преминават през този процес на асимилация и разпространение, ставайки част на общия репертоар. Преносът и преработките и между много различни художествени дисциплини са чести и стимулиращи, като използването на миниатюрни репродукции на фенера на Санта Мария дел Фиоре като златарски мотиви (например в Кръста на Съкровищницата на Свети Йоан), и в много други реликварии, канделабри и дарохранителници.[60]

## Епохата на Лоренцо Великолепни (1470 – 1502)
През последните тридесет години на 15 век очевидно се наблюдава забавяне на новаторската сила от предходните десетилетия, с промяна на вкуса към по-разнообразни и богато украсени изрази в сравнение с първоначалната ренесансова строгост. Тълкувател на баланса между идеализация, натурализъм и виртуозност е Бенедето да Маяно в скулптурата – автор на поредица от бюстове с мека изработка и богати на описателни детайли, и в живописта Доменико Гирландайо.
Хрониките на Бенедето Деи записват, че около 1472 г. във Флоренция има цели 40 работилници на художници, 44 златари, повече от 50 „майстори резбари“ и повече от 80 „дърводелци на инкрустации“. Такива големи числа могат да се обяснят единствено със силното външно търсене, идващо от други центрове на полуострова: от 80-те години на миналия век всъщност големи престижни поръчки са получавани от големите флорентински майстори извън града, като например украсата на Сикстинската капела от екип художници или за създаването на конния паметник на Бартоломео Колеони във Венеция на Андреа дел Верокио.
За художниците от т. нар. „трето поколение“ перспективата вече е придобит факт и изследванията се насочват към други стимули, като динамичните проблеми на масите от фигури или напрежението на контурните линии. Пластичните и изолирани фигури, в перфектен баланс с измеримото и неподвижно пространство, сега оставят място за непрекъснати игри на движещи се форми, с по-голямо напрежение и експресивен интензитет.
Разпространението на философски идеи от Неоплатоническата академия оказва голямо влияние върху фигуративното производство, по-специално чрез писанията на Марсилио Фичино, Кристофоро Ландино и Джовани Пико дела Мирандола. Сред различните доктрини тези, свързани с търсенето на хармония и красота, имат особена тежест като средства за постигане на различните висши форми на любов (божествена, човешка) и следователно на човешкото щастие. Освен това опитът за преоценка на Античната философия в християнски религиозен ключ е фундаментален, което позволява препрочитане на древните митове като носители на тайнствени истини и свидетели на една мечтана хармония, която сега е изгубена. По този начин митологичните сцени започват да се поръчват на художници, попадащи в категорията на предметите на фигуративните изкуства.
 

Връзката на Лоренцо Великолепни с изкуството е различна от тази на дядо му Козимо, предпочитал създаването на обществени произведения. От една страна за Лоренцо Великолепни изкуството има еднакво важна обществена функция, но по-скоро е насочено към чуждите държави, като посланик на културния престиж на Флоренция, представена като „Нова Атина“: в този смисъл той насърчава системното разпространение както в литературната област (например с изпращането на Арагонската колекция на Федерико I Арагонски от тосканската поезия от 13 век нататък), така и във фигуративната сфера чрез изпращането на най-добрите художници до различните италиански дворове. Това благоприятства мита за Епохата на Лоренцо Великолепни като Златна ера, благоприятствана от периода на мир, макар и несигурен и пресечен от подземни напрежения, който той успява да гарантира на италианската сцена до смъртта си. Но също така тя е в основата на отслабването на художествената жизненост на града, благоприятствайки бъдещата поява на други центрове (по-специално Рим) като разсадник на иновации.
От друга страна Лоренцо Великолепни, със своето култивирано и изискано покровителство, създава вкус към предмети, богати на философски значения, често установявайки интензивно и ежедневно сравнение с художниците от неговия кръг, разглеждани като върховни творци на красотата. Това определя скъпоценен, изключително сложен и ерудиран език, в който алегоричните, митологичните, философските и литературните значения са свързани по сложен начин, напълно четим само от елита, който притежава тълкувателните ключове, дотолкова че някои значения на най-емблематични произведения днес ни убягват. Изкуството се отделя от реалния обществен и граждански живот, фокусирайки се върху идеалите за бягство от ежедневието в полза на идеалната цел за хармония и спокойствие.
Възхвалите на господаря са чести, но учтиви, забулени от култивирани намеци. Пример за това е „Аполон и Дафна“ (1483) от Пиетро Перуджино, в който Дафне е гръцката версия на името Лавър, т.е. Лоренцо. Дори произведения като изгубеното „Възпитание на Пан“ от Лука Синьорели (около 1490 г.) предполагат значения, строго свързани с поръчителя, като темата за въплъщението на бог Пан, носещ мир, в самото семейство Медичи, както се възхвалява от придворни поети.

### Архитектура
Сред най-важните архитектурни творения, желани от Лоренцо Великолепни, е вилата на Медичите в Поджо а Каяно – следователно частна творба, поръчана около 1480 г. на Джулиано да Сангало. В нея белетажът се развива с тераси от всички страни, започващи от основа, заобиколена от непрекъсната сводеста лоджия. Обемът е с квадратна основа, на два етажа, с голяма централна зала, висока на два етажа, с цилиндричен свод на мястото на традиционния двор. За да се осигури осветление в залата, страните са оживени от вдлъбнатина на всяка, което придава на плана на белетажа формата на обърнато "H". Покривът е обикновен двускатен, без корниз. Наличието на йонийски храмов тимпан на фасадата е оригинално и дава достъп до лоджията-вестибюл, покрита с цилиндричен кесонен свод. Вътре помещенията са разположени симетрично около залата, обособени според предназначението си.
Вместо да се затвори в себе си в двора, вилата е отворена към заобикалящата градина благодарение и на интелигентния филтър на лоджията, който постепенно посредничи между вътре и вън. Тази характеристика, заедно със съзнателното възстановяване на древните техники (като цилиндричния свод) и прилагането на елементи от класическия храм, правят вилата в Поджо а Каяно в истински модел за последващата частна архитектура на вили, с важни развития, които по-късно се извършат особено в Рим и във Венето.

### Главни герои

#### Антонио дал Полайоло
Най-престижните работилници във Флоренция през този период са тези на Андреа дел Верокио и на братята Полайоло – Антонио и Пиеро. Дейността на Антонио изпъква, както в скулптурата, така и в живописта и в графиката. Например за Лоренцо де Медичи той създава бронза с класическа тематика „Херкулес и Антей“ (около 1475 г.), където митологичният мотив е представен с игра на начупени линии, които пасват една на друга, генерирайки напрежение от безпрецедентно насилие. В неговите произведения изследванията върху човешката анатомия и изобразяването на движението зачестяват и водят до ясно изработване и на най-малките детайли.
Основната му характеристика е силната и жизнена контурна линия, която придава на фигурите вид на стрелкащо се напрежение на движение, което изглежда така, сякаш може да се пръсне всеки момент. Това може да се види добре в панела „Херкулес и Антей“ в Уфици (около 1475 г.), в „Танца на голи тела“ на Вила Ла Галина (богат на класически цитати) или в плътната „Битка на голите мъже“ (1471-1472).
Братята Полайоло са първите, които използват маслен грунд както при подготовката на дървените опори, така и при нанасянето на цветовете, като по този начин постигат резултати от блясък и гладкост, които напомнят на фламандските произведения .

#### Андреа дел Верокио
Андреа дел Верокио също е многостранен художник, също толкова умел в рисуването и живописта, колкото и в скулптурата и златарството, с вкус, подчертано склонен към натурализма и богатството на орнамента. През 70-те години на века художникът достига до форми с голяма елегантност, на които придава все по-голяма монументалност, както в „Давид“ – тема за знаменити прецеденти, която е решена според „учтивите“ канони, с образа на неуловим млад мъж и удебелени, в които можем да разчетем безпрецедентно внимание към психологическите тънкости. Творбата, която привлича множество гледни точки, се характеризира с нежно моделиране и пропит психологизъм, който повлиява на младия Леонардо да Винчи, ученик в работилницата на Верокио.
Многофункционалната работилница на Верокио всъщност се превръща в една от най-търсените през 70-те години, както и в най-важната среда за развъждане на нови таланти: в допълнение към известния случай на Леонардо от нея излизат Сандро Ботичели, Перуджино, Лоренцо ди Креди и Доменико Гирландайо.

#### Сандро Ботичели, обучение и зрялост
Сандро Ботичели е може би художникът, най-свързан с двора на Медичите и с неговия идеал за хармония и красота. Още в първата си датирана творба, „Крепостта“ (1470), той показва рафинирана употреба на цвят и светлосенки, извлечени от урока на Филипо Липи, негов първи учител, оживен обаче от по-силна солидност и монументалност, тип Андреа дел Верокио, с линейно напрежение научено от Антонио дел Полайоло. Полученият стил е много личен, като фигурата например изглежда като поставена на повърхността, вместо да седи на съкратения трон, оживена от игра на линии, които почти дематериализират нейната физичност. Основна характеристика на изкуството на Ботичели всъщност е рисунката и акцентът върху контурната линия.
Изследванията на Ботичели го карат да развие проницателен и „мъжествен“ стил, с прогресивно откъсване от естествените дадености. Например в Мадона Магнификат от 1483 - 1485 г. сме свидетели на истински оптичен експеримент, като фигурите изглеждат като отразени в изпъкнало огледало, с по-големи пропорции от тези в центъра, отдалечаващи се от геометричната и рационална пространственост на началото на Куатроченто.
„Пролет“ (около 1478 г.) е може би най-известната му творба (вж. началото на статията), съвършено придържаща се към идеалите на Лоренцо Велики, където митът отразява моралните истини и стилът е модерен, но вдъхновен от древността. Пространствеността едва се загатва с публика пред сенчеста горичка, където девет фигури са подредени в полукръг, които да се четат отдясно наляво. Стожерът е Венера в центъра, с две балансирани симетрични групи отстрани, с ритми и паузи, които напомнят на музикално поклащане. Доминиращият мотив е линейният каданс, свързан с вниманието към материалните дадености (например в много фините воали на Грациите), към меките обеми и търсенето на идеален и всеобхватен тип красота.
Подобни съображения са валидни и за прочутото „Раждане на Венера“ (около 1485 г.), може би придружаващо произведение на „Пролет“. То се характеризира с архаичен подход, с непрозрачните цветове на мазната темпера, почти несъществуваща пространственост, светлосянка, смекчена в полза на максимален акцент върху линейната непрекъснатост, която определя посоката на движение на фигурите. Това са първите елементи на криза, която се проявява във Флоренция с цялата си сила след смъртта на Великолепния и с установяването на републиката на Савонарола. Това обаче е постепенна и предварително обявена повратна точка, също и при други художници, като Филипино Липи.

#### Младият Леонардо да Винчи
Около 1469 г. младият Леонардо да Винчи постъпва като чирак в работилницата на Андреа дел Верокио. Започвайки от 1470-те г., обещаващият ученик получава серия от независими поръчки, които показват неговата привързаност към „завършения“ стил на майстора, с прецизно представяне на детайлите, меко рисуване и откритост към фламандските влияния: примерите включват „Благовещение“ (около 1472-1475 г.) и „Мадоната на карамфила“ (1475-1480). В „Мадоната на карамфила“ по-специално вече може ясно да се види бързото съзряване на стила на художника, насочен към по-голямо сливане между различните елементи на изображението, с по-чувствителни и плавни преходи на светлина и светлосенки: Богородица излиза от слабо осветена стая, контрастираща с далечен и фантастичен пейзаж, който се появява от два прозореца на заден план.
Бързото съзряване на стила на Леонардо го поставя във все по-близко сравнение с неговия учител, дотолкова че в миналото редица скулптури на Верокио са били приписвани и на младия Леонардо. Пример за това е „Дамата с букет“ на Верокио (1475-1480), в която мекото изобразяване на мрамора изглежда предизвиква атмосферните обгръщащи ефекти на живописните произведения на Леонардо като „Портрет на Джиневра де Бенчи“ (около 1475 г.). Допирните точки между тези две произведения също се разширяват до иконографско ниво, ако се вземе предвид, че панелът на Леонардо първоначално е по-голям, с присъствието на ръцете, в чиато долна част може би остава Изследване на ръцете в кралските колекции на замъка Уиндзор.
„Кръщение Христово“ (1475-1478), съвместна работа между двамата, бележи най-близката точка на допир между двамата художници. През 1482 г. обаче флорентинският опит на Леонардо приключва внезапно, когато, след като започва „Поклонението на влъхвите“, той се дистанцира от доминиращата група художници, призовани в Сикстинската капела, и се премества в Милано.

#### Доменико Гирландайо
Доменико Гирландайо е със Сандро Ботичели, Козимо Росели и флорентинеца по осиновяване Пиетро Перуджино сред главните герои на мисията на „артистичното посланничество“, насърчавана от Лоренцо Великолепни за сключване на мир с папа Сикст IV, изпратен в Рим, за да украси амбициозния папски проект поръчка за нов папски параклис – Сикстинската капела.
Гирландайо се обучава, подобно на други колеги, в работилницата на Андреа дел Верокио, от когото развива интерес към фламандското изкуство, което остава една от константите в работата му. Към този компонент той добавя, от първите си творби, усет за спокойни и балансирани композиции, развити от флорентинската традиция, и забележителна способност за рисуване, която се проявява преди всичко в създаването на портрети с проникновена физиономична и психологическа идентификация. След завръщането си от Рим той обогатява репертоара си с разкошно и широкообхватно възпроизвеждане на антични паметници. Всички тези характеристики, съчетани със способността да организира, с помощта на братята си, бърза и ефективна работилница, го превръщат в основна отправна точка в клиентелата на флорентинската висша средна класа, започвайки от 80-те години. От 1482 г. той работи върху „Житието на Свети Франциск“ в Капела Сасети на Санта Тринита, от 1485 г. върху огромния параклис Торнабуони в Санта Мария Новела. 
Талантът му на разказвач, яснотата и приятността на езика му, умението да редува интимен и прибран тон в битовите сцени и тържествено и високопарно в многолюдните сцени са в основата на неговия успех. В творбите му не липсват заучени цитати. Все пак аудиторията му като цяло не е тази на неоплатоническите интелектуални кръгове, а висшата буржоазна класа, свикнала повече с търговски и банкови сделки, отколкото с антична литература и философия, нетърпеливи да видят себе си изобразявани като съучастници в свещени истории и малко склонни към лекомислието и тревогите, които вместо това оживяват други художници като Сандро Ботичели и Филипино Липи.

## Кризата при Савонарола
С идването на френския крал Шарл VIII в Италия през 1494 г. балансът, който поддържа крехката дипломатическа и политическа система на италианските владения, е разбит, донасяйки първата вълна на нестабилност, страх и несигурност, която след това продължава в битките между Франция и Испания за господството на полуострова. Във Флоренция бунт прогонва Пиеро II Злочестия, син на Лоренцо Великолепни, установявайки нова република, духовно ръководена от проповедника Джироламо Савонарола. От 1496 г. монахът открито осъжда неоплатоническите и хуманистични доктрини, настоявайки за строга реформа на обичаите в аскетичен смисъл. Превъзнасянето на човека и красотата е отхвърлено, както и всяка проява на производство и колекциониране на светско изкуство, кулминирало в тъжните клади на суетата.
Екзекуцията на монаха на кладата (23 май 1498 г.) поради обвиненията в ерес, отправени му от неговия враг папа Александър VI, засилва чувството на объркване и предстояща трагедия в града, подкопавайки завинаги тази система от сигурност, основна предпоставка на изкуството на Ранния ренесанс. Трагичните събития всъщност имат траен отзвук в художествената продукция, както за новите искания на поръчителите-последователи на Савонарола, така и за религиозната криза и задръжките, предизвикани в най-чувствителните артистични личности, включително по-специално Сандро Ботичели, Фра Бартоломео и Микеланджело Буонароти.

### Късният Ботичели
Всичките най-нови творби на Сандро Ботичели са осветени от религиозен плам и от преосмисляне на принципите, ръководили предишната му дейност, в някои случаи водещи до регрес и отстъпление към пътищата от началото на 15 век, разкривайки сегашното драматична неадекватност на традиционните образни системи.
Повратната точка може ясно да се долови, например, в алегорично произведение като „Клевета“ (1496). Творбата има за цел да пресъздаде изгубена картина на гръцкия художник Апелес, описана от Лукиан от Самосата, с която художникът се защитава от несправедливо обвинение. В монументална ложа на трона седи лошият съдия Мидас, съветван от Невежеството и Подозрението; пред него стои Злобата – просякът, който държи Клеветата за ръката – много красива жена, чиито коси оформят Коварството и Измамата. Тя повлича безпомощния Оклеветен на земята, а с другата си ръка държи факла, която не хвърля светлина, символ на лъжливо познание. Старицата отляво е Разкаянието, а последната женска фигура е Голата истина, с поглед, обърнат към небето, сякаш за да посочи единствения истински източник на справедливост. Плътната украса на архитектурните структури и вълнението на персонажите подчертават драматизма на образа. Всичко сякаш иска да пресъздаде нещо като "трибунал" на историята, в който истинското обвинение изглежда е насочено точно към древния свят, откъдето горчиво се констатира липсата на справедливост – една от основните ценности на гражданския живот.
Примери за стилистична регресия са Олтарът на Сан Марко (1488-1490), където се връща архаичният златен фон, или Мистичното Рождество Христово (1501), където пространствените разстояния са объркани, пропорциите са продиктувани от йерархии на важност и позите често са подчертано изразителен до неестественост.

### Филипо Липи
Филипино Липи, син на Филипо, е сред първите художници, които изразяват чувството за безпокойство в стила си. Вероятно присъстващ в Сикстинската капела до Ботичели, по време на престоя си в Рим той обогатява своя репертоар от цитати в археологически стил, т.е. вдъхновен от желанието за прецизно пресъздаване на Древния свят. .
Страстен изобретател на капризни и оригинални решения, с вкус към богата „оживена“ орнаментика, мистериозна, фантастична и в известен смисъл кошмарна, той влага всичките си способности в някои плочи, в които първите тенденции на флорентинското изкуство към деформация на фигурите и антинатурализъм (както в „Явяването на Богородица на Свети Бернар“ от около 1485 г.)  и в някои цикли от фрески. Сред последните се открояват Параклис Карафа в Рим и преди всичко Параклисът на Филипо Строци във Флоренция, в който всички негови най-оригинални характеристики са намерили пълен израз. Пример за това е сцената на „Свети Филип прогонва дракона от храма на Хиераполис“, в която езически олтар е толкова претрупан с декорации, че изглежда като храм, а статуята на божествеността на Марс има дяволски и заплашителен блясък в лицето си, сякаш беше живо и щеше да удари мълния срещу светеца.

### Младият Микеланджело
Вече като чирак в работилницата на Доменико Гирландайо, съвсем младият Микеланджело Буонароти прави първите си стъпки, копирайки някои от майсторите в основата на Тосканския ренесанс, като Джото в Капела Перуци или Мазачо в Капела Бранкачи. Още в тези първи тестове можем да видим изключителна способност за асимилиране на основните стилистични елементи на майсторите, с акцент върху пластичните и монументални аспекти. Влизайки под закрилата на Лоренцо Великолепни, той изучава класическите модели, предоставени от Медичите в градината на Сан Марко, където художникът скоро осъзнава неразривното единство между образите на митовете и страстите, които ги оживяват, бързо реализирайки способността да съживи класическия стил, без да бъде пасивен интерпретатор, който копира репертоар. „Битката на кентаврите“ (около 1492 г.) трябва да се разбира в този смисъл – където въртеливото движение и силните светлосенки напомнят за римските саркофази и релефите на Джовани Пизано, както и за загубения „Спящ Купидон“, приет за класическа творба, заблудила кардинал Пиетро Риарио в Рим. След като гневът му преминава след откриването на измамата, кардиналът поисква да се срещне с обещаващия творец, като му даде възможност да отиде в Рим, където създава първите си шедьоври.
Но наред с тези оживени и енергични произведения Микеланджело също демонстрира способността си да възприема различни езици, както в „Мадона дела Скала“ (1490-1492), с по-интимен тон. Вдъхновен от стичато-то на Донатело, той показва, в допълнение към известна виртуозност, способността да се предаде усещането за блокирана енергия, дадено от необичайната позиция на Мадоната и Младенеца, които сякаш се опитват да обърнат гръб на зрителя.
През следващите години, поразен от проповедите на Савонарола, той завинаги изоставя светските теми и често натоварва творбите си с дълбоки психологически и морални значения.

## Епохата на гениите
Последният сезон на Флорентинската република – този на доживотния гонфалониер на правосъдието Пиеро Содерини, макар и незапомнящ се от политическа гледна точка, отбелязва уникален рекорд в областта на изкуството, благоприятствайки възобновяването на обществени и частни поръчки. Големи художници са призовани в града с цел повишаване на престижа на новата република, генерирайки бързо и последователно художествено обновление. Главните герои на тази сцена са Леонардо да Винчи и Микеланджело Буонароти, които се връщат в града след повече или по-малко дълги престои в други центрове. Към тях по-късно се присъедини и младият Рафаело Санцио, извикан в града именно от любопитство, за да стане свидетел на случващите се нововъведения.

### Завръщането и заминаването на Леонардо
Леонардо се завръща във Флоренция преди август 1500 г., след падането на Лудовико Мавъра в Милано. Няколко месеца по-късно той излага картона на Света Анна в Сантисима Анунциата, на която след това дава живо описание от Вазари: „Накрая той направи картон съдържащ Мадоната и Света Анна, с Христос, която не само удиви всички занаятчии, но след като бе завършена два дена в стаята идваха да я гледат мъжете и жените, младите и старите, както когато човек отива на тържествени празници, за да види чудесата на Леонардо, които удивиха всички тези хора.“
Сега изглежда установено, че произведението не е „Картон на Света Ана“ (днес в Лондон), а е произведение, нарисувано вероятно за Луи XII малко след това, до 1505 г., и идва от миланската къща на графовете Арконати. По-скоро „Света Анна, Богородица и Младенеца с агънцето“ в Лувъра трябва да е извлечена от флорентинския картон, въпреки че е завършена много години по-късно. Двете творби обаче са близки до флорентинската. Конкретно в тази в Лондон фигурите са затворени в един блок и са артикулирани в богато преплитане на жестове и погледи, с плавно развитие на драперията; много близо до предния план, фигурите са монументални и грандиозни, както в „Тайната вечеря“, докато сфуматото създава деликатен баланс в редуването на светлини и сенки. Емоционалният компонент е силен, особено във фокусната точка на погледа на Света Анна към Девата. Работата в Париж, от друга страна, е по-свободна и по-естествена, с грациозни нагласи и дълбок пейзаж от скали, които сфуматото свързва с фигурите. Във всеки случай урокът на Леонардо оказва силно въздействие върху местните художници, разкривайки нова формална вселена, която отваря нови неизследвани територии в областта на художественото представяне.

През 1503 г. на Леонардо, малко преди Микеланджело, е поверена задачата да украси със стенописи част от големите стени на Салона на петстотинте в Палацо Векио. Той е помолен да изобрази „Битката при Ангиари“ – победоносна битка за Флорентинската република, предназначена да бъде придружаващо произведение на „Битката при Кашина“ на Микеланджело. По-специално Леонардо изучава нова техника, която го издига от кратките времена на фреските, възстановявайки енкаустиката от Естествена история на Плиний Стари. Както при „Тайната вечеря“, този избор също се оказва драматично неподходящ, когато е твърде късно. Всъщност необятността на картината не позволява на огньовете да достигнат достатъчна температура, за да изсъхнат цветовете, които капят върху мазилката, склонни да избледняват, ако не и да изчезнат напълно. През декември 1503 г. художникът прекъсва прехвърлянето на картината от картона на стената, разочарован от нов провал. 
Сред най-добрите копия, взети от картона на Леонардо, всички частични, е тази на Рубенс, днес в Лувъра. Картонът също е изгубен, а последните следи от работата вероятно са били покрити през 1557 г. от стенописите на Вазари. От рисунките с автографи от копията обаче е възможно да се прецени доколко представянето се различава от предишните представяния на битки, организирани като огромен водовъртеж с безпрецедентно богатство от движения и нагласи, свързани с преврата на „зверската лудост“ на войната, като художник.
Портретът, известен като „Мона Лиза“, датира от същите години, вероятно като портрет на Лиза Герардини, омъжена за Джокондо. Кулминацията на кариерата на Леонардо сега се характеризира с много фини светлинни пасажи, с пълно атмосферно обгръщане, със силно смущаващо и мистериозно усещане, което го е превърнало през вековете в най-митологизираната икона на западната живопис. През 1508 г. художникът заминава за Милано, а след това за Франция.

### Завръщането на Микеланджело
След като живее четири години в Рим, през пролетта на 1501 г. Микеланджело също се завръща във Флоренция. Скоро консулите на Гилдията на вълнопроизводителите и работниците на катедралата му поверяват огромен мраморен блок, за да извае „Давид“ – едно вълнуващо предизвикателство, върху което художникът работи упорито през 1503 г., продължавайки с финалните щрихи в началото на следващата година. „Колосът“, както го наричат по онова време, е триумф на показната анатомична виртуозност, отдалечавайки се силно от традиционната иконография на библейския герой в атлетичен смисъл: по-скоро млад мъж в пълна сила, който се готви за битка, отколкото замечтан тийнейджър – вече победител. Крайниците на Давид са в напрежение, а лицето му е концентрирано, като по този начин демонстрира максимална физическа и психологическа концентрация. Голотата, красотата, усещането за господство на страстите за победа над врага скоро го превръщат в символ на добродетелите на Републиката, както и в съвършено въплъщение на физическия и морален идеал на ренесансовия човек: не е случайно че първоначалното предназначение на подпорите на катедралата скоро е променено, поставяйки го пред Палацо дей Приори. Работата предизвиква силен ентусиазъм, който освещава славата на художника и му гарантира голям брой поръчки, включително поредица от апостоли за катедралата (той скицира само „Свети Матей“), Мадона за семейство търговци от Брюге и поредица кръгли, резбовани или рисувани. Внезапното му заминаване за Рим през март 1505 г. оставя много от тези проекти недовършени.
Забелязва се обаче как Микеланджело също е повлиян от картона на Леонардо със „Света Ана“ (виж по-горе), като също подхваща темата в някои рисунки, като една в Ашмолеанския музей в Оксфорд, в която обаче кръговото движение на групата е блокирано от по-дълбоко, почти скулптурно ефектите на светлосенки. В „Мадоната от Брюж“ сме свидетели на контраста между студеното самообладание на Дева Мария и динамизма на Младенеца, което се стреми да се проектира към зрителя, също приемайки символични значения. Техните фигури могат да бъдат вписани в елипса, с голяма чистота и привидна простота, което подобрява тяхната монументалност въпреки малките им размери.
Трудно е да се установи до каква степен незавършената природа на някои тонди, като Тондо „Пити“ и Тондо „Тадей“, е свързана с желанието да се подражава на атмосферния нюанс на Леонардо. Ясна реакция на подобни предложения е в края на краищата доказана от Тондо „Дони“, вероятно нарисувано за сватбата на Аньоло Дони с Мадалена Строци. Фигурите на главните герои, светото семейство, са свързани в спираловидно движение, с моделиране на ясно обособени равнини на светлина и сянка, с екзалтация на острата яснота на профилите и интензивността на цветовете.
От 1504 г. Микеланджело работи и върху друга важна обществена поръчка – стенописната украса на Салона на петстотинте в Палацо Векио с „Битката при Кашина“, за да допълни работата, започната от Леонардо да Винчи. Художникът има време само да подготви карртона, който, силно възхищаван и изучаван, в крайна сметка става жертва на славата му, първо разграбен и след това унищожен. Всъщност той става основен модел за изследване на човешката фигура в движение, както за местни художници, така и за чужденци, преминаващи оттам. Многобройни фигури са изобразени в изключително живи и динамични нагласи, с множество знаци, взети от Античността, както предполагат малкото оцелели копия и вариантите, проучени в подготвителните рисунки  .

### Рафаело във Флоренция
През 1504 г. ехото от удивителните нововъведения, представени от карикатурите на Леонардо и Микеланджело, достига и до Сиена, където се намира Рафаело Санцио – млад, но много обещаващ художник, работещ като асистент на Пинтурикио. След като решава да отиде във Флоренция, той нарежда да бъде подготвено писмо за представяне за гонфалониера на правосъдието от Джована да Монтефелтро – херцогиня на Сора, сестра на Херцога на Урбино, както и съпруга на префекта на Рим и господар на Сенигалия Джовани Дела Ровере. В града Рафаело се посвещава усилено на откриването и изучаването на местната традиция от 15 век, до най-новите завоевания, демонстрирайки изключителна способност за асимилация и преработване, което в края на краищата вече го е превърнало в най-талантливия последовател на Перуджино.
Работейки главно за частни клиенти, които все повече се впечатляват от изкуството му, той създава множество картини с малък и среден формат за лично посвещение, особено Мадони и свети семейства, както и някои интензивни портрети. В тези творби той непрекъснато променя темата, винаги търсейки нови групировки и нагласи, с особено внимание към естествеността, хармонията, богатия и интензивен цвят и често към чистия пейзаж от умбрийски произход.
Отправната точка на неговите композиции често е Леонардо да Винчи, върху който той присаждаше други предложения от време на време: Мадона Паци на Донатело в „Мадона Темпи“, „Тондо Тадей“ на Микеланджело в „Малка Мадона Каупър“ или „Мадона Бриджуотър“ и т.н.  Рафаело заимства принципите на пластично-пространствената композиция от Леонардо, но избягва да се задълбочава в комплекса от алюзии и символични внушения, освен това предпочита по-спонтанните и естествени чувства пред психологическото "неопределено". Това е очевидно в портрети като този на Мадалена Строци, където полуфигурата, разположена в пейзажа, със скръстени ръце, издава вдъхновението от „Мона Лиза“, но с почти противоположни резултати, в които описанието на физическите характеристики на облеклото, бижутата и яркостта на пейзажа.
Редувайки чести пътувания до Умбрия и Урбино, едно важно произведение за Перуджа също датира от този период – Олтарната картина „Бальони“, нарисувана във Флоренция и която неотменно напомня за тосканската среда. В центъра ѝ е „Полагането в гроба“, което художникът достига след многобройни проучвания и разработки, като се започне от „Оплакването на мъртвия Христос“ във флорентинската църква „Санта Киара“ от Перуджино. Художникът създава изключително монументална, драматична и динамична композиция, в която сега могат да се видят очевидни препратки към Микеланджело и древни знаци, по-специално от изображението на „Смъртта на Мелагър“, което художникът успява да види по време на вероятно образователно пътуване до Рим през 1506 г.
За последната творба от флорентинския му период от 1507 - 1508 г. може да се счита „Мадоната на балдахина“ – голяма олтарна картина със свещен разговор, организиран около опорната точка на трона на Девата, с грандиозен архитектурен фон, но отрязан по краищата, за да се усили нейната монументалност. Това произведение е основен модел през следващото десетилетие за художници като Андреа дел Сарто и Фра Бартоломео.

### Други творци
Във Флоренция от началото на 16 век работят много други художници, често внасяйки алтернативни стилове и съдържание, които въпреки високото си качествено съдържание понякога остават недооценени. Сред тях се откроява Пиеро ди Козимо, последният велик художник в живописния жанр във флорентинското изкуство, което върви от Филипо Липи до Ботичели и Гирландайо. Пиеро, който дължи прякора си на своя учител Козимо Росели, е гениален художник с изключително въображение, способен да създава уникални и странни творби. Известен пример е поредицата от „Истории на примитивното човечество“, родени като облегалки и сега разделени между големите музеи в света.
В скулптурата единствената алтернатива на Микеланджело изглежда е тази на Андреа Сансовино, създател на стройни и жизнени форми, а след това и на неговия ученик Якопо Сансовино. Други скулптори, макар и много активни и търсени, не обновиха своя репертоар, като се позовават на традицията от 15 век, като Бенедето да Ровецано.
В архитектурата проучванията върху сгради с централен план, извършени от Джулиано и Антонио да Сангало Стария, доминират в сакралните сгради, докато в частното строителство Бачо д'Аньоло внася римски класически модели (Палацо Бартолини Салимбени), като първо е интензивно критикуван и едва по-късно разбран и имитиран.

## Кризата от третото десетилетие на 16 век
Новото поколение художници не може да пренебрегне сравнението с великите творци и техните творби, останали в града: Леонардо, Микеланджело и Рафаело неизбежно създават школа, но са налице и тенденции, в които новите художници надхвърлят техния пример, поставяйки акцент върху други характеристики и дори да ги доведат до крайност. Това е зората на Маниеризма.

### Фра Бартоломео
След 4-годишна пауза, причинена от поемането на обети поради личния катаклизъм, свързан със събитията около Савонарола, Фра Бартоломео възобновява дейността си през 1504 г. Първоначално повлиян от учителя си Козимо Росели и от кръга на Доменико Гирландайо, той се ориентира към строга и съществена концепция за свещените образи, отваряйки се към предложенията на „великите“, по-специално на Рафаело, с когото е изградил лична връзка приятелство в годините на престоя му във Флоренция.
Едно пътуване до Венеция обогатява палитрата му, както може да се види от произведения като олтарната картина „Вечният в слава сред светиите Магдалена и Екатерина Сиенска“ (1508), със строго и сдържано красноречие. В „Мистичния брак на Света Екатерина Сиенска“ (1511) той възобновява схемата на рафаеловата „Мадона на бадлдахина“, увеличавайки монументалността на фигурите и променяйки повече нагласите на героите.
Възможността за пътуване до Рим му позволява да види творбите на Микеланджело и Рафаело във Ватикана, което, според Вазари, го разтревожва: оттогава стилът му се обръща към себе си, намалявайки неговата енергия и новаторски ентусиазъм.

### Андреа дел Сарто
И за Андреа дел Сарто отправната точка са произведенията на тримата гении във Флоренция, въпреки обучението му в работилницата на Пиеро ди Козимо. Експериментатор на нови иконографии и различни техники, той дава първите си доказателства за своята стойност в Манастира на обетите на Сантисима Анунциата и в манастира Скалцо във Флоренция, последният направен в монохром. Модерността на неговия език скоро го превръща в отправна точка за група художници, съвременници или по-млади, като Франчабиджо, Понтормо и Росо Фиорентино. Тези художници  през 1910-те г. формират истинска школа, наречена „дел Анунциата“, в противовес на школата на манастира „Сан Марко“ на Фра Бартоломео и Мариото Албертинели, с по-тържествени и с пауза стилистични акценти.
Неговите отлични способности за рисуване му позволяват да съчетае дори очевидно далечни идеи, като нюансите на Леонардо да Винчи, пластичната изпъкналост на Микеланджело Буонароти и класицизма на Рафаело Санцио, в името на безупречното изпълнение и в същото време много свободно и свободно в моделирането, което му печели титлата „художник без грешки“.
Около 1515 г. участва в украсата на Сватбената зала „Боргерини“, с живи наративни схеми, последвани през 1517 г. от неговия шедьовър „Мадоната на харпиите“ с прозрачни цветове и експертно премерена монументалност, без да прибягва до анатомичното форсиране на неговия по-млади колеги.
През 1518 - 1519 г. се премества в двора на краля на Франция Франсоа I, където обаче пропуска страхотната възможност поради„носталгия и пренебрежение", както отбелязва Лучано Берти. Връщайки се във Флоренция, той задълбочава диалога си с Понтормо и Росо Фиоретино, усъвършенствайки тънкостите на изпълнението и обработката на цвета, който ту става искрящ, ту прозрачен, със смели и дисонантни комбинации. С „Мадоната в слава с четирима светии“ за Попи от 1530 г. той завършва кариерата си, предусещайки религиозните мотиви от втората половина на века.

### Понтормо
За разлика от Андреа дел Сарто неговият ученик Понтормо започва систематична работа по обновяване на традиционните композиционни схеми, почти безскрупулни, както може да се види в неговите картини за Сватбената зала „Боргерини“: много по-сложна от тази на колегите му е пространствената и наративната организация на епизодите, като „Йосиф в Египет“. Още по-иновативна е „Олтарната картина „Пучи““ (1518 г.), където типичната структура на свещения разговор е нарушена, с подреждането на фигурите по диагонални линии, с натоварени изрази, които продължават търсенето на „афектите“, започнато от Леонардо.
Голям художник, той изучава предметите си в дълбочина, превръщайки работата преди всичко в умствена работа, филтрирана във форми на спряна и кристализирана красота.
През 1521 г. създава буколична сцена с класическа идеализация в люнета с „Вертумн и Помона“ във вилата на Медичите в Поджо а Каяно. От 1522 до 1525 г. работи във Флорентинския чертог, където е автор на поредица от люнети, вдъхновени от гравюрите на Албрехт Дюрер. Изборът на скандинавския модел, макар и сега много популярен в цяла Северна Италия, в този случай също придобива значението на полемично скъсване с флорентинската ренесансова традиция, както и завоалирана оценка на новите идеи за реформи, дошли от Германия, като не пропусна да разкритикува и „контрареформатора“ Джорджо Вазари.
Непоправимото скъсване с миналото е видимо в украсата на Параклис „Капони“ в църквата „Санта Феличита“ във Флоренция, особено в олтарната картина „Полагането на Христос в гроба“ (1526-1528): лишена от препратки към обкръжаващата среда, тя показва, с палитра от прозрачни и емайлирани нюанси, единадесет героя, притиснати в двусмислено пространство, където емфатичните жестове и напрегнати изражения са съчетани с плаващия и безтегловен ефект на многото фигури. Резултатът е много фин интелектуализъм, енигматичен и фино изтънчен. Подобни ефекти са потвърдени при „Посещението на Карминяно“ – малко по-късна негова творба (1528-1529).
Неговата сложна личност, особено по време на предприемането на изгубените стенописи в апсидата на Сан Лоренцо, в която сравнението с Микеланджело и желанието да го надмине стават почти маниакални, става все по-интровертна и измъчена, което го превръща в прототип на меланхоличния и самотен художник.

### Росо Фиорентино
Също ученик на Андреа дел Сарто, Росо Фиорентино споделя артистичното си обучение със своя почти съвременник Понтормо, докато не напуска Флоренция и отива в Рим през 1523 г. Участвайки във всички нововъведения от онези години, той също предприема дълбоко обновяване на традицията, като се движи към оригинално възстановяване на експресивна деформация, почти карикатурна, възприемайки намеци, открити в произведенията на Филипино Липи и Пиеро ди Козимо. Неговият шедьовър е „Свалянето от кръста“ (1521), където в композиционна система, изиграна върху почти парадоксално преплитане на линии (като двойната посока на стълбите, облегнати на кръста), многобройни герои с насилени изрази правят конвулсивни и развълнувани жестове.

### Микеланджело в Сан Лоренцо
През 1515 г. тържественото посещение на родния град на папа Лъв X (Джовани де Медичи, син на Лоренцо Великолепни) бележи възстановяването на пълното господство на Медичите след предпоследната републиканската скоба. Създаването на големи ефимерни апарати е с участието на най-добрите художници, активни в града, включително Якопо Сансовино и Андреа дел Сарто, които са отговорни за създаването на ефимерна фасада на недовършената катедрала. Това начинание впечатлява папата, който малко след това обявява конкурс за създаване на друга незавършена фасада, тази на църквата „Сан Лоренцо“, спонсорирана от Медичите. След като събира някои проекта (между другото от Джулиано да Сангало, Рафаело, Якопо и Андреа Сансовино), папата най-накрая избира този на Микеланджело Буонароти, характеризиращ се с правоъгълна фасада, която не е свързана с изпъкналата форма на профила на корабите на църквата, която тя е по-скоро свързана с изградените досега светски модели, отколкото с църковните. Проектът, който включва и огромен скулптурен апарат от мрамор и бронз, е пуснат в действие в края на 1517 г., но поредица от избори и събития (свързани главно с проблеми с кариерите, избрани за доставка на камък) забавят работата и същевременно увеличават разходите.
През 1519 г. трагично умира Лоренцо, херцог на Урбино, племенник на папата, на чиито плещи лежат надеждите за династичен успех на Медичите в Централна Италия, особено след смъртта на другия потомък Джулиано, херцог на Немур. Тези тъжни събития подтикват папата да насърчи друго начинание – създаването на погребален параклис, известен като Нова сакристия, която също е поверена на Микеланджело. Още през 1520 г. писмо от художника, заедно със съжалението за провала на голямото начинание на фасадата, припомня как проучванията за погребалния параклис вече са започнали. С подобна и симетрична форма на съответната Стара сакристия от Брунелески, построена век по-рано за Медичите, новият параклис е предназначен да приюти както гробниците на двамата херцози, така и на двамата „великолепни“ Лоренцо и Джулиано, съответно баща и чичо на папата. Отначало Микеланджело представя проект на централен план, който преработва схемата на първата идея за гробницата на Юлий II. Известно ограничение на пространството довежда до предпочитание към надгробни паметници, облегнати на стените. Архитектурно схемата на стените се различава от модела на Брунелески поради вмъкването на прозорците в междинно пространство между долната стена и люнетите под купола и с напомнянето за по-плътни и по-свободно артикулирани елементи, в името на жизнена вертикална инерция, която завършва в класически вдъхновен касетиран купол, на мястото на чадърния свод. Гробниците, вместо да се облягат една срещу друга, се свързват динамично със стените, като статуите, разположени в ниши, заемат формата на едикули над вратите и прозорците.
Първото спиране на работите се случва след смъртта на папата (1521 г.) и въпреки възобновяването с избирането на папа Климент VII, роден Джулио де Медичи, има второ спиране с разграбването на Рим (1527 г.) и последното републиканско заведение във Флоренция, което вижда самия художник дълбоко ангажиран. С обсадата на Флоренция и възстановяването на града от Медичите (1530 г.), Микеланджело е принуден да поднови проекта за оспорваните поръчители и той се посвещава на него с почти неистов импулс до окончателното си заминаване за Рим през 1534 г. Така той създава статуите на двамата херцози, съзнателно класически и идеални, без интерес към портрета, и четирите „Алегории на времето“, легнали фигури на Нощта, Деня, Здрача и на Зората, допълващи се по тема и поза, в допълнение към „Мадона Медичи“. Общата тема е за оцеляването на династията Медичи по отношение на течението на времето и комфорта, предлаган от религията (Мадоната), към която са вечно насочени погледите на двамата херцози. Придружаващите ги речни статуи, бронзови релефи и фрески, които вероятно са украсявали люнетите, никога не са били построени.
От 1524 г. работата по сакристията се преплита с тази на друг голям проект в Сан Лоренцо, този на Библиотека Лауренциана, поръчан от папа Климент VII. Читалнята, вдъхновена от Микелоцо в Сан Марко, има надлъжно развитие и забележими прозорци от двете страни, без обаче да се прибягва до разделянето на кораби. И тук елементите на стените и огледалният дизайн на тавана и пода създават ритмично геометрично сканиране на пространството. Това контрастира с яростните пластични контрасти и силния вертикален импулс на вестибюла .
Архитектурата на Микеланджело в Сан Лоренцо има огромно влияние върху художествената култура на времето, тъй като, както си спомня Вазари, те въвеждат темата за „лицензите“ в класическия архитектурен език.